# 卡斯鎮區 (印地安納州格林縣)
卡斯鎮區是美國印地安納州格林縣的15個鎮區之一。截至2010年美國人口普查，其人口為358。

## 地理
根據2010年美國人口普查，該鎮的總面積為18.08平方英里（46.8平方），其中土地面積17.62平方英里（45.6平方），水域面積為0.45平方英里（1.2平方）。

## 外部鏈接
- Indiana Township Association（页面存档备份，存于）
- United Township Association of Indiana（页面存档备份，存于）